# Гедеон (Ильин)
Епи́скоп Гедео́н (Ильин; 1751, Московская губерния — 3 (15) мая 1817, Вятка) — епископ Русской православной церкви, епископ Вятский и Слободской.

## Биография
Родился в семье причётника Московской епархии.
Окончил Славяно-греко-латинскую академию, затем преподавал в ней риторику.
В 1790-х годы — священник Успенского собора Московского Кремля, где состоял при Синодальной ризнице.
После смерти жены в 1797 году, он был пострижен в монашество и назначен префектом Нижегородской семинарии и настоятелем Макариева Желтоводского монастыря с возведением в сан архимандрита.
С 1799 года — архимандрит Нижегородского Печерского Вознесенского монастыря; а в 1800 году назначен на должность ректора Нижегородской духовной семинарии и представлен к награждению орденом Св. Анны 2-й степени. 
С 19 июля 1802 года — архимандрит Воскресенского Новоиерусалимского монастыря.
20 августа 1805 года хиротонисан во епископа Вятского и Слободского. 23 сентября прибыл в Вятку.
Проявил себя как опытный администратор, упорядочивший учёт и делопроизводство. Строго требовал от духовенства активной проповеднической деятельности, а также заниматься начальным обучением приходских детей. С большой энергией он отстоял право духовенства на педагогическую деятельность среди прихожан. Его аргументированное мнение, посланное в Святейший Синод, сыграло решающую роль: право духовенства на обучение детей было подтверждено законодательно.
По указанию епископа Гедеона в Вятке были выстроены каменный корпус для бедных семинаристов, каменное здание для священно- и церковнослужителей и архиерейского хора при Богоявленском соборе, крытый коридор от колокольни до кафедрального собора.
Любил «торжественность и благочиние в священнослужении и громогласное пение». Из-за обширности епархии и бездорожья редко посещал приходы. По отзывам современников, епископ Гедеон отличался вспыльчивостью, но после вспышек гнева он всегда был особенно ласков и милостив к тем лицам, которые подвергались его гневу.
В официальных отчётах преосвященный доносил Синоду, что в Вятской епархии «никаких суеверий не имеется», хотя они (суеверия) продолжали упорно существовать среди вятского населения.
27 сентября 1810 года, он был удостоен ордена Святой Анны 1-й степени.
Скончался 3 мая 1817 года в Вятке. Погребён в кафедральном соборе.